# Angelic Voices Calling
Angelic Voices Calling — первый мини-альбом датской группы Illnath, выпущенный в 2001 году.

## Об альбоме
Angelic Voices Calling выпущен на собственные средства участников коллектива. Группа долгое время не могла найти подходящего барабанщика и до последнего момента планировала для записи альбома пригласить барабанщика групп Dimmu Borgir и Susperia Тьодальва, но, в конце концов, нашла талантливого Бенджамина, который и исполнил партию ударных в альбоме.

## Список композиций
1. Ancient Legacy — 00:49
2. Death Becomes All — 04:48
3. The Blood Is The Almighty Sin — 04:15
4. Angelic Voices Calling — 03:53
5. Never Again — 04:10

## Участники записи
- Tyr — клавишные
- Benjamin — ударные
- Tobias — бас
- Pete — гитара
- Simon Thorsback — вокал
- Lena — вокал